# Wealth-Lab
Wealth-Lab — программа, предназначенная для технического анализа финансовых рынков, разработанная в начале 2000-х Dion Kurczek (Wealth-Lab, Inc). С 2004 принадлежит компании Fidelity Investments. Клиентская программа использует систему .NET 4.0 и требует для своей работы подключения к интернету. Пользователи могут создавать и испытывать торговые стратегии для акций и фьючерсов.

## Описание
Существует две версии программы. Wealth-Lab Developer — предназначена для разработки и испытания торговых систем, и доступная во всех странах, кроме США и Канады. Версия Wealth-Lab Pro, доступная только для жителей США, также может быть использована для механической торговли на американском фондовом рынке в автоматическом режиме посредством Fidelity Investments.
Wealth-Lab включает среду программирования торговых стратегий, основанную на языке C# (диалект Wealthscript). Для пользователей, не владеющих навыками программирования, создание стратегий возможно путём «drag & drop», сочетая их из готовых составных частей (входы и выходы, условия, логические операторы, индикаторы и т. д.) Поддерживается создание портфелей торговых систем (Combination Strategies), разделяющих общий капитал.
Для выполнения большинства задач, программа требует исторические данные. Стандартный установщик включает несколько источников данных, таких как дневные данные мировых рынков, предоставляемые компанией Yahoo Finance. Возможно подключение к другим торговым площадкам посредством дополнительных модулей (см. ограничения #Приобретение Fidelity).
Программа имеет графики в виде японских свечей, линейные графики, отрезки (OHLC bars), графики Каги, Ренко, PnF. Поддерживается перетаскивание индикаторов и фундаментальных данных на график путём drag & drop.
Основной функцией программы является тестирование и оптимизация стратегий на исторических данных. Поддерживаются следующие оптимизации: прямой перебор, Монте Карло, генетические алгоритмы, Walk Forward (WFO). Тестирование происходит на 1 ядре, делая процесс долгим на современных компьютерах с множеством ядер.

## Приобретение Fidelity
В 2004 году компания Fidelity Investments приобрела права на программный продукт Wealth-Lab. Fidelity, являясь брокерской компанией, создала конфликт интересов для других брокеров, ранее использовавших программное обеспечение Wealth-Lab. В связи с этим, продукт Wealth-Lab перестал быть основной торговой системой у ряда брокеров, что привело к уменьшению популярности среди трейдерского сообщества.

## Российский рынок
Для российского рынка программа Wealth-Lab имеет следующие подключения:
- Finam static/streaming provider Архивная копия от 3 ноября 2016 на Wayback Machine — проставщик исторических данных ввиде японских свечек с сайта Finam.ru Архивная копия от 16 марта 2022 на Wayback Machine.
- S#.WealthLab Архивная копия от 3 ноября 2016 на Wayback Machine — поставщик данных в реальном времени + реализация автоматической торговли. Поддерживается QUIK, Transaq, SmartCOM, AlfaDirect, Plaza 2, Interactive Brokers, IQFeed.
- quik-live-trading Архивная копия от 11 июня 2018 на Wayback Machine — open source разработка. Поставщик данных в реальном времени + реализация автоматической торговли. Поддерживает QUIK. Разработка прекращена с 2014 года.

## Этапы развития[3]
- Январь 2016 Выпуск новой версии 6.9
- Январь 2015 Выпуск новой версии Wealth-Lab Developer 6.8
- Ноябрь 2013 Выпуск новой версии 6.6
- Июнь 2013 Выпуск новой версии 6.5
- Январь 2013 Запуск сервиса WealthSignals Архивная копия от 19 марта 2014 на Wayback Machine
- Октябрь 2012 Выпуск новой версии 6.4
- Июнь 2011 Представлен интерактивный визуальный инструмент для создания портфелей стратегий (Combination Strategies)
- Сентябрь 2010 Выпуск новой версии Wealth-Lab v6.0
- Август 2009 Запуск сообщества виртуальной торговли MarketCalls Virtual Trading
- Июнь 2008 Редизайн веб-сайта Wealth-Lab.com
- Ноябрь 2007 Презентация Wealth-Lab v5.0 на выставке Las Vegas Traders Expo в Лас-Вегасе
- Август 2006 WL Systems приобретает дополнение Reports-Lab у компании AlnisSoft
- Июнь 2006 Dion Kurczek переходит на службу в Fidelity в качестве вице-президента развития программного продукта
- Июнь 2004 Fidelity Investments приобрел права на программный продукт Wealth-Lab
- Январь 2004 Поддержка терминала Bloomberg
- Ноябрь 2003 Разработано дополнения для анализа методом Монте-Карло (Monte Carlo-Lab)
- Январь 2003 Появилась поддержка данных Interactive Brokers
- Новябрь 2002 Нанят первый штатный служащий Robert ́Cone ́ Sucher
- Октябрь 2002 Выпущено дополнение Neuro-Lab для применения нейросетей
- Сентябрь 2000 Выпущена первая версия программы: Wealth-Lab Desktop
- Август 2000 Запущен веб-сайт Wealth-Lab.com
- 2000 Wealth-Lab основан Dion Kurczek, позднее присоединился Volker Knapp

## История выпусков
- Wealth-Lab v1.0 (Сентябрь 2000)
- Wealth-Lab v2.0 (Февраль 2002)
- Wealth-Lab v3.0 (Сентябрь 2003)
- Wealth-Lab v4.0 (2005)
- Wealth-Lab v5.0 (Январь 2008)
- Wealth-Lab v6.2 (Июнь 2011)
- Wealth-Lab v6.3 (Февраль 2012)
- Wealth-Lab v6.4 (Октябрь 2012)
- Wealth-Lab v6.5 (Июнь 2013)
- Wealth-Lab v6.6 (Ноябрь 2013)
- Wealth-Lab v6.8 (Январь 2015)
- Wealth-Lab v6.9 (Январь 2016)

## Текущая версия
Версия 6.9 делает возможным тестирование синтетических опционов.

## Расширения (частичный перечень)
- Neuro-Lab
- Monte Carlo visualizer
- Morningstar data provider
- Dukascopy static provider
- IQFeed
- Taipan EOD Provider
- TeleChart Static
- Watchlist Static Data Provider
- MS123 PosSizer Library
- TASC Magazine Indicators
- YCharts Fundamental Data for Securities and Economical Data
- Performance Visualizers Library
- Community Components Library
- CandlePattern Rules Class
- Multi Quote Server, Real-Time and Historical data
- ActiveTrader Strategy Pack
- Particle Swarm Optimizer